# Cerkiew Wniebowstąpienia Pańskiego w Šmigovcu
Cerkiew Wniebowstąpienia Pańskiego w Šmigovcu – drewniana greckokatolicka cerkiew (nieczynna) parafii Šmigovec. Należy do dekanatu Snina w archieparchii preszowskiej Kościoła katolickiego obrządku bizantyjsko-słowackiego.
Cerkiew powstała w typie cerkwi karpackich charakterystycznym dla okolic Sniny, posiada status Narodowego Zabytku Kultury.

## Historia
Cerkiew została wybudowana w 1755 na wzniesieniu przy skrzyżowaniu dróg. Remontowana w 1894 i 1936. W latach pięćdziesiątych XX wieku została zamieniona na prawosławną, w 1968 powróciła do grekokatolików. Od 1995 po wybudowaniu nowej cerkwi nie jest użytkowana. W 2006 rekonstruowano ikonostas.

## Architektura i wyposażenie
Jest to niewielka cerkiew drewniana o konstrukcji zrębowej, orientowana na kamiennej podmurówce. Budowla trójdzielna: prezbiterium zamknięte trójbocznie, szersza nawa i babiniec z posadowioną na jego zrębie niską słupową wieżą o prostych ścianach, z namiotowym daszkiem, zakończoną cebulastą banią, z metalowym krzyżem. W wieży były trzy dzwony, ale przeniesiono je do nowej cerkwi. Dach jednokalenicowy blaszany. 
Wewnątrz stropy płaskie, ściany otynkowane i pobielone. W prezbiterium ołtarz główny z ikoną Koronacji Matki Bożej.
Zachował się kompletny ikonostas z XIX wieku, ze zdobieniami ze starszego, z podwójnymi carskimi wrotami z sześcioma medalionami.

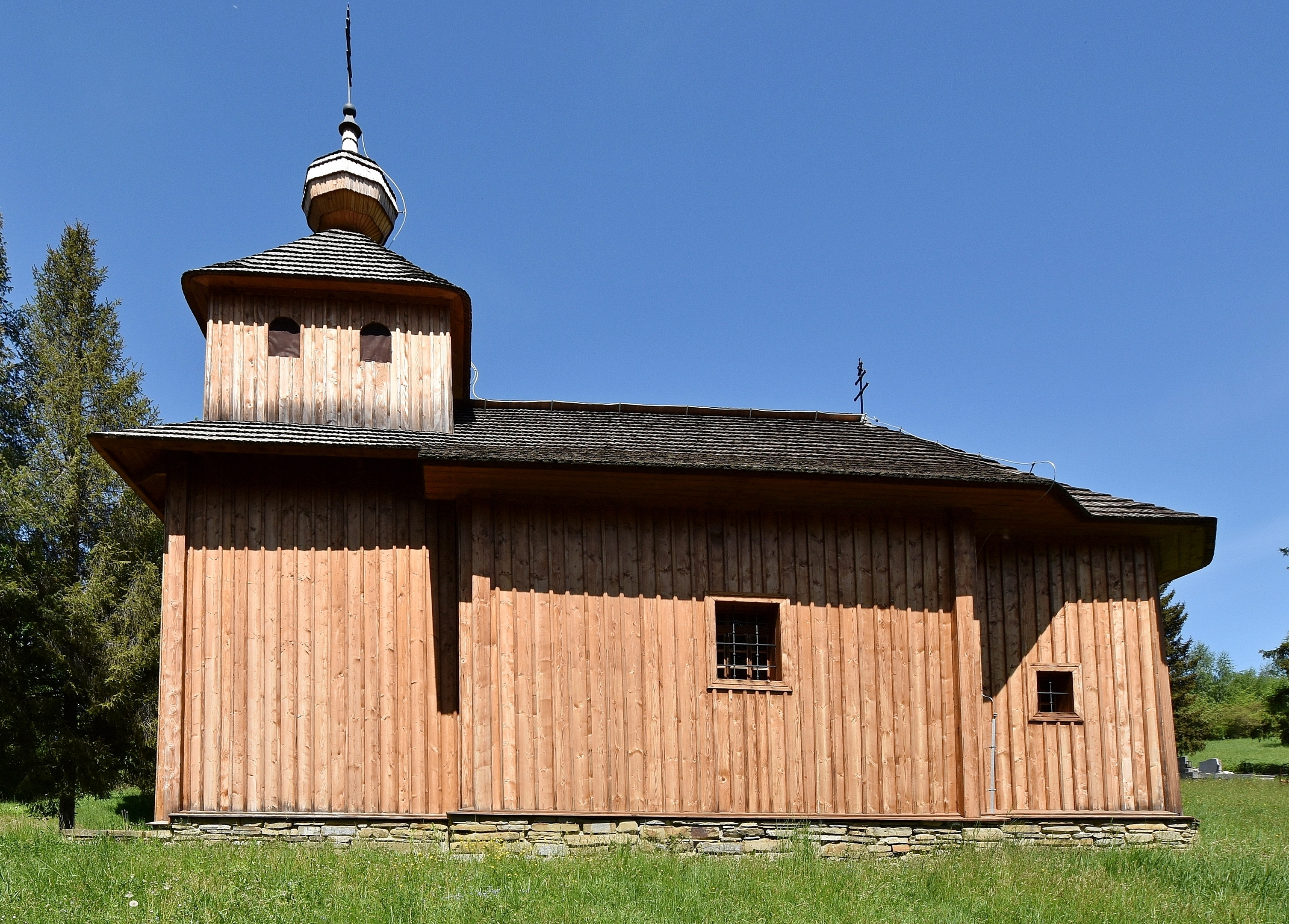
Elewacja południowa
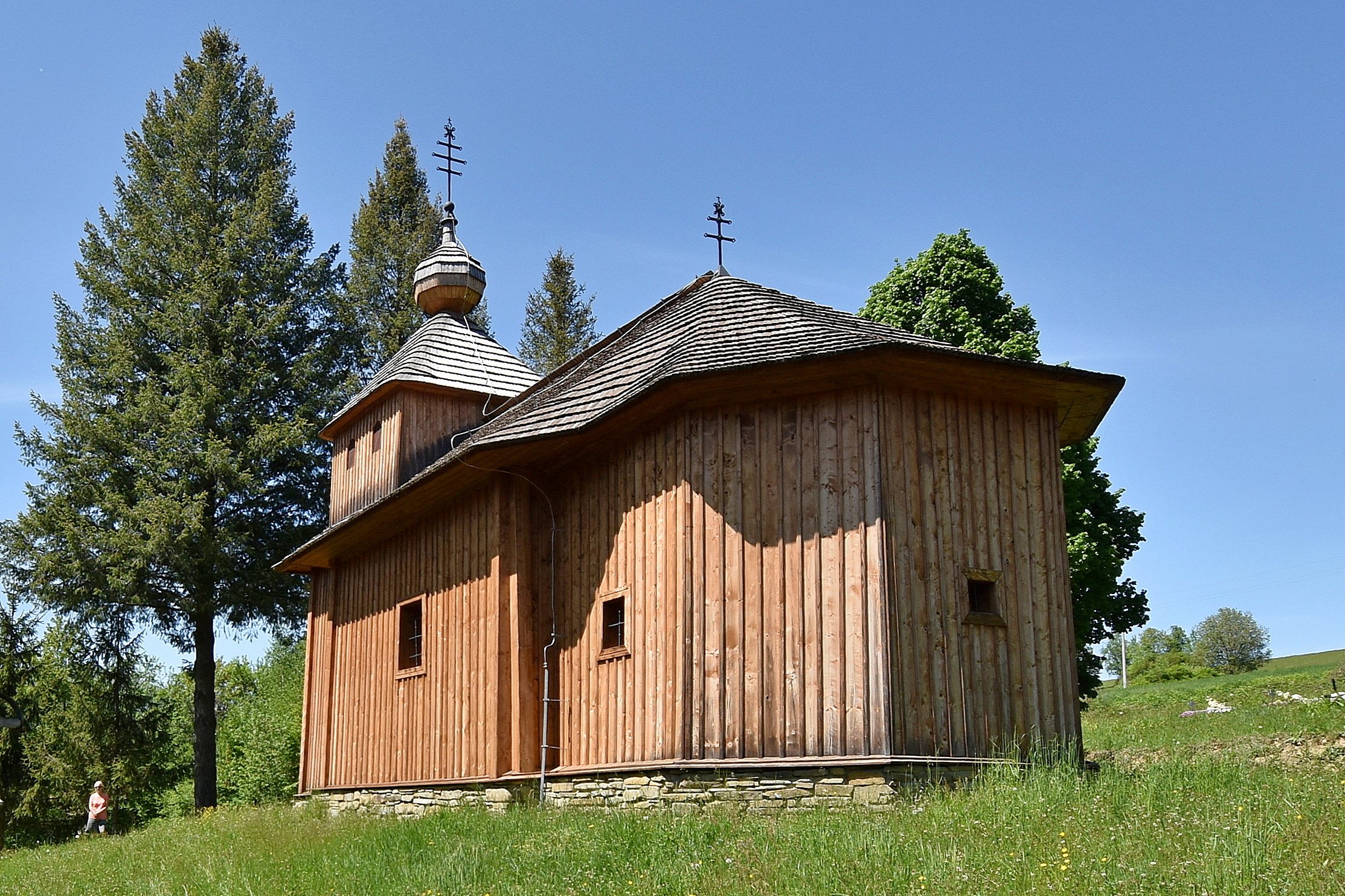
Widok od strony prezbiterium
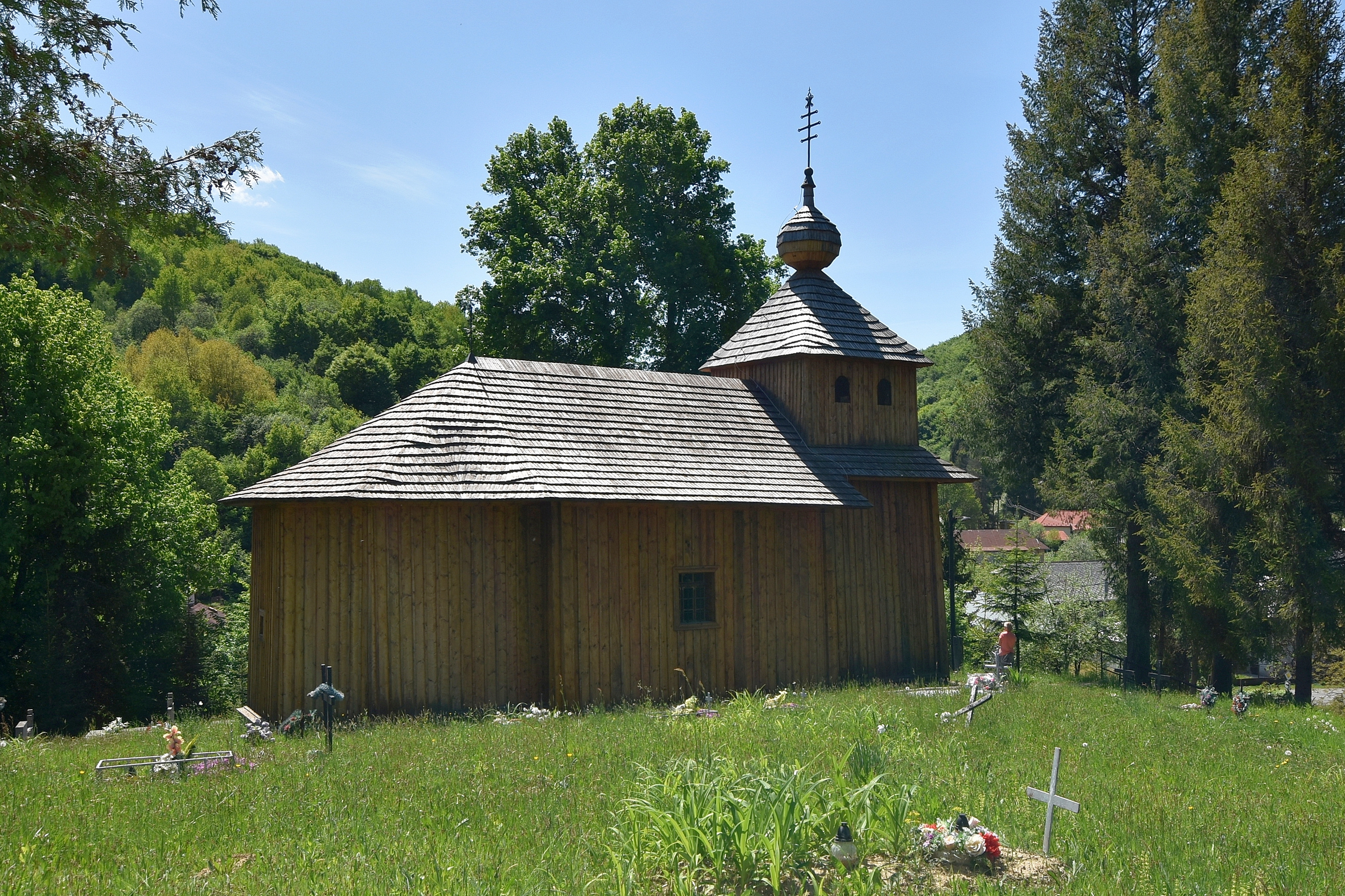
Elewacja boczna